# Nätneutralitet
Nätneutralitet (engelska: net neutrality) bygger på principen att all internettrafik ska behandlas likvärdigt oavsett avsändare, mottagare, plattform eller innehåll. Principen har varit central för internet sedan grundandet, men uttrycket myntades i USA i början av 2000-talet av politiska motståndare till möjligheten för telekombolag och internetleverantörer att kontrollera informationsflödet över internet, och att viss trafik får högre prioritet.
Sedan 2016 finns det en förordning om nätneutralitet inom EU. Regleringen av nätneutralitet sköts i Sverige av Post- och Telestyrelsen (PTS) som arbetar inom ramen för det europeiska samarbetsorganet Body of European Regulators of Electronic Communications (BEREC). I USA regleras nätneutraliteten av FCC.
Svenska PTS definierar nätneutralitet som "principen att all internettrafik ska behandlas likvärdigt oavsett avsändare, mottagare, plattform eller innehåll. Nätneutralitet omfattar också transparensaspekter avseende bland annat operatörernas trafikhantering och avtal gentemot slutkunder". Det innebär att själva nätverket ska fungera på samma sätt oavsett om användaren deltar i en videokonferens, spelar datorspel eller laddar upp ett videoklipp på sociala medier. Alla ska kunna göra vad de vill med sin internetuppkoppling, så länge det är lagligt, utan att internetoperatören har synpunkter på aktiviteterna.
Frågan om nätneutralitet är en historiskt omdebatterad fråga.

## Ursprung
Begreppet har en motsvarighet i 1800-talets amerikanska telegraflagar, som sade att all trafik skulle överföras opartiskt oavsett avsändare och mottagare, undantaget meddelanden från staten.
Nätneutralitet skapades för att internet skulle hållas fritt och öppet. Exempelvis innebär den att bredbandsoperatörer inte får gynna enskilda webbplatser, företag eller appar över andra. Operatörerna måste säkerställa att all data på internet hålls tillgänglig på lika villkor. Operatörerna får exempelvis inte gynna eller sinka enskilda sajter, företag eller appar genom att höja och sänka hastigheten i trafiken till dem. I praktiken innebär det att aktörer med mycket pengar, så som företag, inte ska kunna betala för att deras webbplatser laddas snabbare än konkurrentens. Nätneutralitet omfattar också transparensaspekter avseende bland annat operatörernas trafikhantering och avtal gentemot slutkunder.

## I Sverige
Sverige lyder sedan 2016 under den EU-förordning som garanterar nätneutralitet och som förbjuder operatörerna att prioritera viss trafik på annans bekostnad. Enligt förordningen har användare rätt till "ett öppet internet, som inte får begränsas via avtal eller kommersiella erbjudanden". En internetoperatör ska alltså inte kunna favorisera till exempel vissa strömningstjänster, webbplatser eller sökmotorer genom att styra trafik dit. Sedan förordningen började gälla har Post- och telestyrelsen ansett att leverantörer som 3 och Telia brutit mot nätneutraliteten genom erbjudanden om fri surf för utvalda sociala medier eller musiktjänster.
I Sverige har det förekommit att mobiloperatörer vill hindra kunder från möjligheten att ringa över internet i mobilen.
I samband med Rysslands invasion av Ukraina 2022 beslutades att TV-sändningar från de ryska nyhetstjänsterna RT och Sputnik skulle blockeras i Europeiska unionen. Telia blockerade även RT:s nyhetssajt i strid mot principen om nätneutralitet, men Post- och telestyrelsen sade att EU-beslutet gav ett undantag.

## USA
Förordningen om nätneutralitet i USA infördes 2015 under Barack Obamas presidentskap. USA:s kommunikationskommitté FCC beslutade då att bredbandsnät skulle betraktas som allmännyttig infrastruktur och därmed regleras på samma sätt som tidigare telenäten. Förordningen skapades för att förhindra internetleverantörer från att påverka vilket innehåll användarna tar del av på internet. I december 2017 röstade FCC, som då leddes av Ajit Pai och som utsetts av president Donald Trump, för att ta bort reglerna kring nätneutralitet. Beslutet väckte stor uppmärksamhet och New Yorks delstatsåklagare Eric Schneiderman menade att beslutet stred mot lagen och meddelade att han skulle bestrida det. I januari 2018 lämnades en delstatsöverskridande stämningsprocess in av 21 delstatsåklagare som menade att beslutet stred mot federal lag. Ramverket kring nätneutraliteten i USA kallas "Restoring Internet Freedom Order" och i maj 2018 röstade senaten för att dra tillbaka ramverket med röstsiffrorna 52–47. Trots detta togs ramverket i bruk 11 juni 2018.